# Kadua tryblium
Kadua tryblium là một loài thực vật có hoa trong họ Thiến thảo. Loài này được (D.R.Herbst & W.L.Wagner) W.L.Wagner & Lorence mô tả khoa học đầu tiên năm 2005.